# Neja Filipič
Neja Filipič (ur. 22 kwietnia 1995 w Lublanie) – słoweńska lekkoatletka specjalizująca się w skoku w dal oraz trójskoku, olimpijka (2024).
Srebrna medalistka letniej uniwersjady (Neapol 2019) w trójskoku.
Wielokrotna mistrzyni Słowenii, m.in. pięciokrotnie na stadionie (skok w dal – 2019, 2022; trójskok – 2020, 2021, 2024) oraz pięciokrotnie w hali (skok w dal – 2019, trójskok – 2020–2022, 2024).
Rekordy życiowe:
- trójskok
  - stadion – 14,42 (5 czerwca 2022, Rabat) / 14,43w (13 maja 2022, Doha)
  - hala – 14,13 (20 marca 2022, Belgrad)

- skok w dal
  - stadion – 6,61 (23 maja 2023, Ptuj)
  - hala – 6,60 (7 marca 2022, Belgrad)